# Asin pekcsei király
Asin (? – 405) az ókori Pekcse (Baekje) állam tizenhetedik királya. Más nevei: Abang, illetve Ahva (Ahwa).

## Élete
Cshimnju (Chimnyu) király fiaként született, nagybátyja, Csinsza (Jinsa) halála után került a trónra. A Szamguk jusza (Samguk yusa) szerint Csinsza (Jinsa) fia volt, erre azonban máshol nincs bizonyíték. A Nihonsoki szerint ő ölette meg Csinszát (Jinsát). Más források szerint az előző király vadászat közben halt meg.
A Szamguk szagi (Samguk sagi) szerint jóindulatú király volt, aki szeretett vadászni és lovagolni. Apjához hasonlóan fogékony volt a buddhizmus iránt. Anyai nagybátyját, Csin Mu (Jin Mu)t (진무, 眞武) tábornokká nevezte ki, és megpróbálta vele visszaszereztetni a Kogurjo (Goguryo) által elfoglalt Kvanmiszong (Gwanmiseong) (관미성) erődöt, sikertelenül. 394-ben Csondzsi (Jeonji) nevű fiát jelölte meg trónörökösnek, és belügyminiszterré nevezte ki féltestvérét, Hongot (홍, 洪). Többször is megpróbálta legyőzni Kogurjo (Goguryo) seregeit, minduntalan sikertelenül. 397-ben a katonai nyomás alatt álló király kénytelen volt Japánba küldeni a trónörököst, hogy biztosítsa a japánok barátságát. A következő két évben is próbálkozott legyőzni Kogurjót (Goguryót), 403-ban pedig Sillát is megtámadta.
405 őszén halt meg, a trónon testvére, Hunhe (훈해, 訓解, Hunhae) követte, mert a trónörökös még Japánban tartózkodott, ám másik testvére Szollje (설례, 碟禮, Seollye) megölte Hunhét (Hunhae-t), hogy megszerezze magának a trónt. A japán testőrökkel hazatérő koronaherceget figyelmeztették a veszélyre, Szolljét (Seollyét) megölték és Csondzsi (Jeonji) lett a király végül.